# Червоний Олександр Володимирович
Олекса́ндр Володи́мирович Черво́ний (нар. 1 вересня 1961, Олександрівка, Дніпропетровська область, УРСР) — колишній радянський та український футболіст, захисник.

## Спортивна кар'єра
Олександр Червоний народився 1 вересня 1961 року в Дніпропетровській області. Розпочав кар'єру гравця в павлоградському «Колосі», за який виступав у 1979—1982 (а також у 1984, 1985 та 1992) роках. Усього у футболці павлоградського «Колосу» в чемпіонатах зіграв 73 матчі та забив 2 голи. Удалі виступи молодого захисника були помічені дніпропетровським «Дніпром», який запросив Олександра до команди. У складі дніпропетровців футболіст виступав у 1983—1984 (а також у 1986, 1988—1990, 1994) роках. Загалом у футболці «Дніпра» Олександр відіграв у чемпіонаті 30 поєдинків та відзначився 1 голом, у дублі дніпрян — 73 матчі та 9 забитих м'ячів (у чемпіонаті), ще 7 поєдинків гравець провів у кубкових матчах. Крім павлоградського «Колоса» та «Дніпра» Олександр Червоний виступав у складі ще однієї команди із Дніпропетровської області, нікопольському «Колосі». У складі нікопольців Олександр виступав у 1985 та 1986—1988 роках, за цей час у чемпіонатах він зіграв 125 поєдинків та відзначився 5-ма голами, ще 12 поєдинків Олександр Червоний зіграв у кубках.
На початку 90-их років Олександр Червоний покинув територію України. У 1990 році він виступав за волгоградський «Ротор», за який зіграв 13 поєдинків у чемпіонаті та 1 у кубку. Далі Олександр поїхав виступати в чемпіонаті Угорщини за клуби з міста Ньїредьгаза, спочатку за «Вашуташ», а потім — за ФК «Ньїредьгаза» (за кожен із клубів він відіграв по одному сезону).
У 1992 році Олександр повернувся в Україну, де розпочав свої виступи в павлоградському «Шахтарі». Але не отримав належної ігрової практики, тому того ж року перейшов до рівненського «Вереса», у складі якого виступав із 1992 по 1994 рік. За цей час у чемпіонаті він зіграв 43 поєдинки (2 голи), у кубку України — 7 поєдинків (1 гол). У 1994 та 1995 роках виступав за клуби «Дніпро» (Дніпропетровськ) та «Зоря-МАЛС» (Луганськ), за ці клуби в національному чемпіонаті відіграв по 7 поєдинків (а також 2 матчі у складі дніпропетровців у Кубку України). З 1995 по 1997 рік виступав у складі вінницької «Ниви», у складі якої в національному чемпіонаті відіграв 36 поєдинків, ще 9 поєдинків (1 гол) відіграв у кубку України. Завершував Олександр Червоний кар'єру професіонального футболіста в маріупольському «Металурзі», у складі якого в чемпіонаті України зіграв 10 поєдинків, а в Кубку — 3.

## Особисте життя
Має молодшого брата Віктора, який також був професіональним футболістом.